# Nikita Nagornyy
Pour les articles homonymes, voir Nagorny (homonymie).
Nikita Nagornyy (russe : Никита Нагорный) est un gymnaste artistique russe, né le 12 février 1997 à Rostov-sur-le-Don.
— gymnaste russe. Maître émérite des sports de Russie, Champion olympique (2020), médaillé d'argent aux jeux olympiques (2016), Triple champion du monde (2019), huit fois champion d'Europe (2015, 2016, 2018, 2019, 2021) années.
Chef d'état-major général du VVPOD "Unarmia" depuis décembre 2020, jusqu'en novembre 2024.

## Carrière

### Années juniors
En 2014, lors des championnats de Russie juniors, Nikita devient médaillée de bronze au tout-rond, ce qui lui permet de se rendre aux championnats d'Europe juniors, où il est médaillé d'argent au sein de l'équipe nationale russe, et a également remporté une grande médaille d'or au saut d'obstacles. Il a été sélectionné pour se rendre aux jeux olympiques de la jeunesse de Nanjing, où il a remporté trois médailles d'or, d'argent et de bronze.

### Carrière adulte

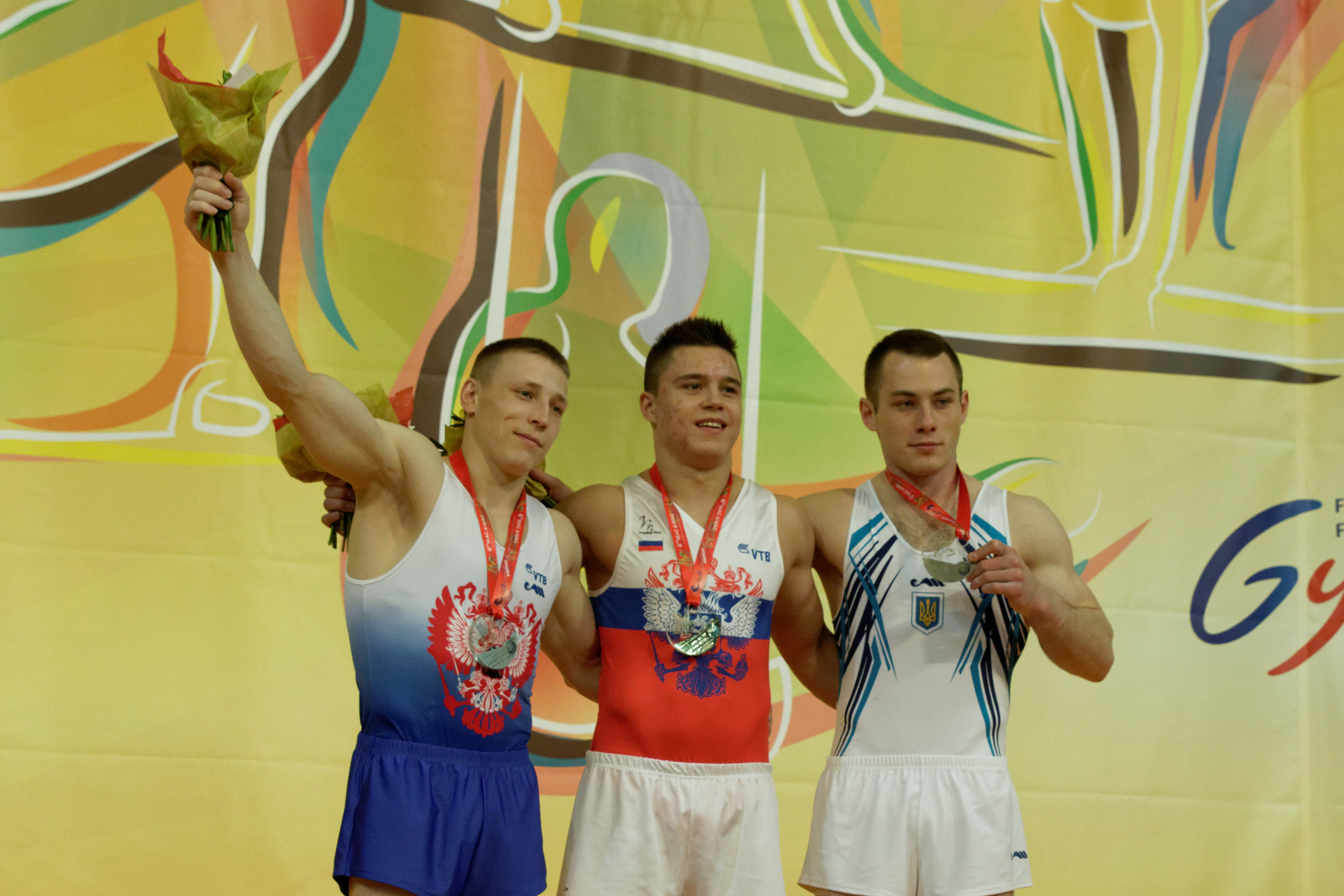
Championnats d'Europe de gymnastique artistique 2015

Aux championnats de Russie 2015, Nikita a remporté le bronze dans l'équipe de Moscou, a partagé l'or avec Denis Ablyazin dans les finales du saut d'obstacles et des exercices libres, et est également devenu médaillé de bronze dans les exercices sur les barres et la barre transversale. Ces résultats ont permis à Nikita de remporter le titre aux championnats d'Europe de Montpellier, où il a remporté la médaille d'or au saut en hauteur avec un score de 15,099.
29 mai 2016 à Berne (Suisse) aux championnats d'Europe 2016 Le 8 août 2016, Nikita Nagorny remporte la médaille d'argent des jeux olympiques de 2016 à Rio de Janeiro avec l'équipe de Russie.
Aux championnats d'Europe 2017, Nikita Nagorny remporte la médaille de bronze sur barres.
En 2018, lors des championnats d'Europe 2018, il remporte la médaille d'or du contre-la-montre par équipes. Cette même année, aux championnats du monde 2018, Nikita Nagorny est devenu médaillé d'argent dans l'équipe tout autour, et a également pris la troisième place dans l'équipe tout autour.
Lors des championnats de Russie 2019 à Penza, Nagorny est devenu six fois champion dans toutes les formes, à l'exception des exercices libres, derrière Dmitry Lankin.
Lors des championnats d'Europe 2019, Nikita est devenue la première mondiale individuelle, devançant le champion du monde absolu Arthur Dalaloyan. En outre, le russe a remporté la médaille d'or du championnat continental dans l'exercice sur les barres parallèles.
Quelques mois plus tard, Nagorny a triomphé lors des championnats du monde 2019 à Stuttgart. Le gymnaste russe est monté sur la plus haute marche du podium en individuel tout autour, réussissant à devancer le champion du monde absolu de l'année Dernière et son coéquipier Arthur Dalaloyan, et a également pris la première place du saut d'obstacles. Le résultat emblématique était la première victoire de l'équipe masculine de gymnastique de Russie dans l'équipe tout autour de 28 ans.
Lors des championnats d'Europe 2021, le gymnaste russe a défendu avec succès le titre de champion absolu du continent. Le lendemain, Nikita a remporté sa deuxième médaille d'or de la compétition à Bâle, remportant la victoire dans les exercices libres, et a également remporté des prix d'argent dans les exercices sur le cheval et les anneaux. Dans le tout autour, il a démontré un nouvel élément technique - un Triple saut périlleux en arrière. En septembre 2021, la Fédération internationale de gymnastique a nommé cet élément en l'honneur de Nikita Nagorny. Le Triple saut périlleux est devenu le troisième élément de la gymnastique masculine à laquelle le Comité technique a attribué le plus haut groupe de difficulté I.
Aux jeux olympiques de 2020 à Tokyo (qui s'est tenue en 2021), Nikita Nagorny a remporté l'or olympique dans l'épreuve par équipe du Comité Olympique russe (OCR/ROC). Ce prix de l'équipe de Russie a remporté pour la première fois en 25 ans. En individuel, l'athlète a pris la troisième place avec un résultat de 88.031 points, derrière le gymnaste chinois Xiao Zhoteng et le japonais Daiki Hashimoto (respectivement 88.065 et 88.465 points). Il a également remporté une autre médaille de bronze olympique sur la barre transversale avec un résultat de 14.533 points.
En mai 2022, il a été annoncé que Nagorny rejoindrait en tant que joueur la composition du Club de football»Sakhalinets".
Lors des championnats de Russie 2023 à Kazan, Nagorny perd contre Daniel Marinov, qui devient deuxième. Mais dans les exercices individuels, Nikita a quand même pris deux autres médailles d'or. Il est devenu le meilleur sur les barres parallèles et dans le saut de soutien.
En juin 2024, lors des jeux des pays BRICS, il remporte l'or au saut en hauteur et l'argent en exercice libre.
En octobre 2024, il est devenu l'initiateur de la création en Russie de la Gymnastique de la Premier League.

## Vie privée et activités sociales
Le grand-père de Nagorny a joué au football dans le cadre du rostselmash de Rostov et de l'équipe nationale arménienne.
En 2018, Nikita Nagorny a épousé la médaillée olympique, championne du monde et d'Europe de gymnastique artistique Daria Spiridonova.Le 21 juin 2023, le couple a eu un fils. En plus de la carrière sportive, les conjoints sont engagés dans des activités entrepreneuriales. Est un militaire de la rosguard. A le grade militaire de» sous-lieutenant " (2016).
En décembre 2020, il a dirigé le mouvement panrusse des enfants et des jeunes «Unarmia «(il a été nommé chef de l'état-major principal du VVPOD»Unarmia"). En 2022, il a invité ses fans à envoyer des cadeaux pour aider les militaires russes impliqués dans l'invasion de l'Ukraine.
En 2023, il est entré dans le groupe d'initiative sur la nomination de Vladimir Poutine candidat à l'élection présidentielle en 2024,. En 2024, il était le confident du candidat à la présidence de la Russie Vladimir Poutine,,

## Sanctions
L'agence nationale pour la prévention de la corruption de l'Ukraine, après l'invasion russe, a pris l'initiative d'imposer des sanctions internationales contre Nagorny pour son soutien à la "politique agressive du régime de Poutine" et comme impliqué dans la propagande de la guerre en Ukraine.
Le 22 septembre 2023, Nagorny est inscrit sur la liste des sanctions du Canada «associés du régime russe et agents de désinformation " contre les enfants ukrainiens impliqués dans la déportation en Russie et «la création et la diffusion de désinformation et de propagande financées par le Kremlin»,.
Le 12 juin 2024, Nagorny est entré dans la liste des sanctions bloquantes des États-Unis contre les personnes responsables de la déportation forcée, de la rééducation et de la militarisation des enfants ukrainiens des régions occupées par la Russie en Ukraine,.
En novembre, 2024 a été inclus dans les listes de sanctions du Royaume-Uni. En février 2025 a également été inclus dans la liste des sanctions de l'Union européenne,. Le 18 avril 2025, on apprend qu'il est inscrit sur la liste des sanctions de l'Ukraine pour une durée de 10 ans.

## Récompenses
- Médaille de l'ordre «pour le mérite de la patrie " du premier degré (25 août 2016 de l'année) - pour les hautes réalisations sportives aux jeux de la XXXI Olympiade 2016 de l'année à Rio de Janeiro (Brésil), la volonté de gagner et la détermination manifestée[29].
- Ordre de l'amitié (11 août 2021 de l'Année)-pour sa grande contribution au développement du sport National, ses réalisations sportives élevées, sa volonté de gagner, sa résilience et sa détermination, manifestées lors des jeux de la XXXII Olympiade 2020 (2021 en raison du transfert en relation avec COVID-19)de l'année dans la ville de Tokyo (Japon)[30].
- Maître émérite des sports de Russie (2016).

## Palmarès

### Jeux olympiques
- Rio 2016
  -  médaille d'argent au concours général par équipes

- Tokyo 2020
  -  médaille d'or au concours général par équipes
  -  médaille de bronze au concours général individuel
  -  médaille de bronze à la barre fixe

### Championnats du monde
- Doha 2018
  -  médaille d'argent au concours général par équipes
  -  médaille de bronze au concours général individuel

- Stuttgart 2019
  -  médaille d'or au concours général par équipes
  -  médaille d'or au concours général individuel
  -  médaille d'or au saut de cheval

### Championnats d'Europe
- Montpellier 2015
  -  médaille d'or au saut de cheval

- Berne 2016
  -  médaille d'or au concours par équipes
  -  médaille d'or au sol

- Cluj-Napoca 2017
  -  médaille de bronze aux barres parallèles

- Glasgow 2018
  -  médaille d'or au concours par équipes

- Szczecin 2019
  -  médaille d'or au concours général individuel
  -  médaille d'or aux barres parallèles

- Bâle 2021
  -  médaille d'or au concours général individuel
  -  médaille d'or au sol
  -  médaille d'argent aux anneaux
  -  médaille d'argent au cheval d'arçons

### Jeux olympiques de la jeunesse
- Nankin 2014
  -  médaille d'or au cheval d'arçons
  -  médaille d'or aux anneaux
  -  médaille d'or aux barres parallèles
  -  médaille d'argent au concours général individuel
  -  médaille de bronze au saut de cheval